# Ligne 169 (chemin de fer slovaque)
La ligne 169 des chemins de fer slovaque relie Košice à la frontière hongroise à Hidasnémeti (MÁV).

## Histoire
La ligne permet de relier Košice à Budapest(Keleti pályaudvar) via Miskolc. Elle a été mise en service le 14 août 1860. 
Étapes de l'électrification de la voie:
- Košice - Barca:18 janvier 1962
- Barca - Čaňa: 7 novembre 1984
- Čaňa - Hidasnémeti:5 juin 1997

Le tronçon entre la frontière et Miskolc fut électrifié en 2000 ce qui permet via Košice - Prešov - Plaveč la liaison entre l'est de la Hongrie et de la Pologne.

## Train circulant portant un nom
- Train de nuit „Cracovia“ (Cracovie - Lökösháza)
- InterCity „Hornád“ et „Rákoczi“ (Košice - Budapest-Keleti pályaudvar)